# تشسکی رودولتس
تشسکی رودولتس (به چکی: Český Rudolec) یک منطقهٔ مسکونی در جمهوری چک است که در ناحیه ییندریخوف هرادتس واقع شده‌است. تشسکی رودولتس ۴۹٫۲۲ کیلومتر مربع مساحت و ۹۶۷ نفر جمعیت دارد و ۵۱۱ متر بالاتر از سطح دریا واقع شده‌است.